# Idroadenoma papillare
L'idroadenoma papillare o papillifero è una neoplasia benigna che deriva dalle ghiandole sudoripare, localizzato soprattutto a livello delle grandi labbra e del solco interlabiale.

## Epidemiologia
Non si presenta mai prima della pubertà ed è sempre stato rilevato in donne di razza caucasica.

## Clinica
Generalmente asintomatico, entra in diagnosi differenziale con il carcinoma della vulva per la sua tendenza a ulcerarsi.

## Trattamento
Per la rimozione del tumore è indicato l'intervento chirurgico di escissione.